# Irnik, Silistra
Irnik (în bulgară Ирник, în română Saarlar) este un sat în comuna Sitovo, regiunea Silistra, Dobrogea de Sud, Bulgaria. 
Între anii 1913-1940 a făcut parte din plasa Accadânlar a județului Durostor, România.

## Demografie
Componența etnică a satului Irnik
     Bulgari (98,78%)
     Nicio identificare (1,21%)
     Altele (0%)
La recensământul din 2011, populația satului Irnik era de 82 locuitori. Din punct de vedere etnic, majoritatea locuitorilor (98,78%) erau bulgari. Pentru 1,21% din locuitori nu este cunoscută apartenența etnică.